# Musique romantique
 (juin 2018).
 (mars 2023).

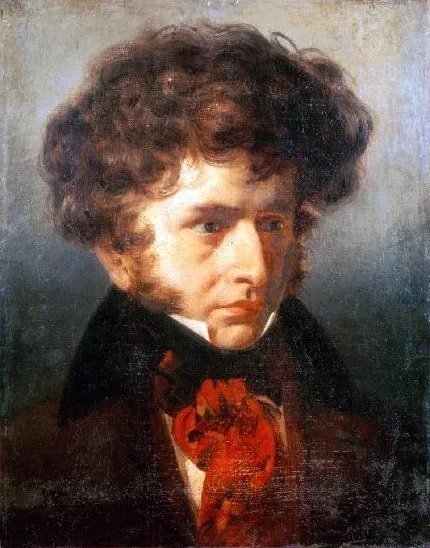
Berlioz par Signol, 1832.

L'expression musique romantique désigne un type de musique qui domine en Europe tout au long du XIXe siècle. Ce courant musical aux formes variées qui met au premier plan l'expression de l'émotion s'inscrit dans le mouvement esthétique européen du romantisme qui touche les arts et la littérature sous l'influence de l'Angleterre et de l'Allemagne où s'approfondit une nouvelle sensibilité à partir de la fin du XVIIIe siècle. De nombreux compositeurs célèbres s'illustreront dans cette longue période aussi bien dans la musique instrumentale et orchestrale que dans l'art lyrique et vocal.
Le piano-forte, en remplaçant le clavecin, permet désormais d'exploiter de puissants contrastes de dynamique. De la même façon, l'orchestration devient de plus en plus audacieuse et élaborée, d'autant plus que certains instruments, comme le cor, sont modifiés par les facteurs d'instruments de manière à devenir plus maniables. Les sonorités inventées par les romantiques sont particulièrement colorées et évocatrices, davantage en tout cas que chez des classiques comme Joseph Haydn ou Wolfgang Amadeus Mozart. À la jonction de ces deux courants se situe la puissante personnalité de Ludwig van Beethoven, dont les premières œuvres se rattachent à l'esthétique classique tandis que celles de sa maturité sont considérées comme le début du romantisme musical.
Tout au long du XIXe siècle, la musique romantique conservera dans ses caractéristiques une certaine continuité, une homogénéité temporelle de style, que les autres formes artistiques du romantisme ne connurent pas. À l'origine de cette continuité se trouve peut-être une idéologie philosophique : la musique devenait enfin une réelle forme d'art. La musique commençait à prendre une tout autre dimension : elle n'était désormais plus considérée comme un art mineur, œuvre d'artisans. Par conséquent, ce qui caractérise la musique romantique est surtout l'individualité dans les styles. Cette époque incarne avant tout la liberté.

## Genres

### Symphonie
Portée au plus haut degré par Ludwig van Beethoven, la symphonie devient la forme la plus prestigieuse à laquelle se consacrent de nombreux compositeurs. Les plus conservateurs respectent le modèle beethovénien : ainsi de Franz Schubert, Felix Mendelssohn, Robert Schumann, Camille Saint-Saëns ou de Johannes Brahms. D'autres font preuve d'une imagination qui leur fait dépasser ce cadre, dans la forme ou dans l'esprit : le plus audacieux d'entre eux est Hector Berlioz.
Enfin, certains vont par delà raconter une histoire tout au long de leurs symphonies ; tels Franz Liszt, ils vont créer le poème symphonique, nouveau genre musical, généralement composé d’un unique mouvement et inspiré par un thème, un personnage ou un texte littéraire. Puisque le poème symphonique est articulé autour d’un leitmotiv (motif musical permettant d’identifier un personnage, le héros par exemple), il est à rapprocher de la musique à programme symphonique.

### Concerto
C'est Beethoven qui inaugure le concerto romantique, avec ses cinq concertos pour piano (surtout le cinquième) et son concerto pour violon où l'on peut encore reconnaître de nombreuses caractéristiques du classicisme. Son exemple est suivi par de nombreux compositeurs : le concerto rivalise avec la symphonie dans le répertoire des grandes formations orchestrales.
Enfin, le concerto va permettre à des compositeurs instrumentistes de révéler leur virtuosité, tels Niccolò Paganini au violon, et Frédéric Chopin, Robert Schumann ou Franz Liszt au piano.
- Grands concertos pour violon : Paganini, Vieuxtemps, Lalo, Saint-Saëns, Beethoven, Dvořák, Tchaïkovski, Mendelssohn (no 2), Bruch (nº1), Brahms, Grieg, et Sibelius…
- Grands concertos pour violoncelle : Dvorák, Saint-Saëns, Lalo, Schumann...
- Grands concertos pour piano : Hummel (en la et si mineur), Kullak, Litolff (3,4 et 5), Beethoven, Schumann, Liszt, Tchaïkovski, Rachmaninov (2 et 3), Chopin (1 et 2), Brahms (1 et 2), Saint-Saëns, et Grieg.

### Nocturne
Un nocturne — étymologiquement, une « musique pour la nuit » — est une forme musicale classique, reposant sur un mouvement lent, une expression pathétique, divers ornements mélodiques et une partie centrale accélérée. Les Nocturnes de Frédéric Chopin sont les plus connues. Chopin compte 21 nocturnes pour piano, Fauré 13 nocturnes et Satie 5 nocturnes.

### Ballet
Le ballet romantique est développé tout au long du XIXe siècle, notamment par des compositeurs comme Piotr Ilitch Tchaïkovski en Russie, Léo Delibes en France.

### Lied
Ce genre musical est apparu avec l'évolution du piano-forte vers le piano au cours de la période romantique. Le lied est une musique vocale accompagnée le plus souvent par cet instrument. Le chant est tiré de poèmes romantiques et ce style permet de rapprocher le plus possible la voix des sentiments. L'un des premiers et des plus célèbres compositeurs de lieder est Franz Schubert, avec Le Roi des aulnes, cependant, beaucoup d'autres compositeurs romantiques se sont adonnés au genre du lied comme Camille Saint-Saëns, Henri Duparc, Robert Schumann, Johannes Brahms, Hugo Wolf, Gustav Mahler ou Richard Strauss.

### Opéra

#### Allemagne

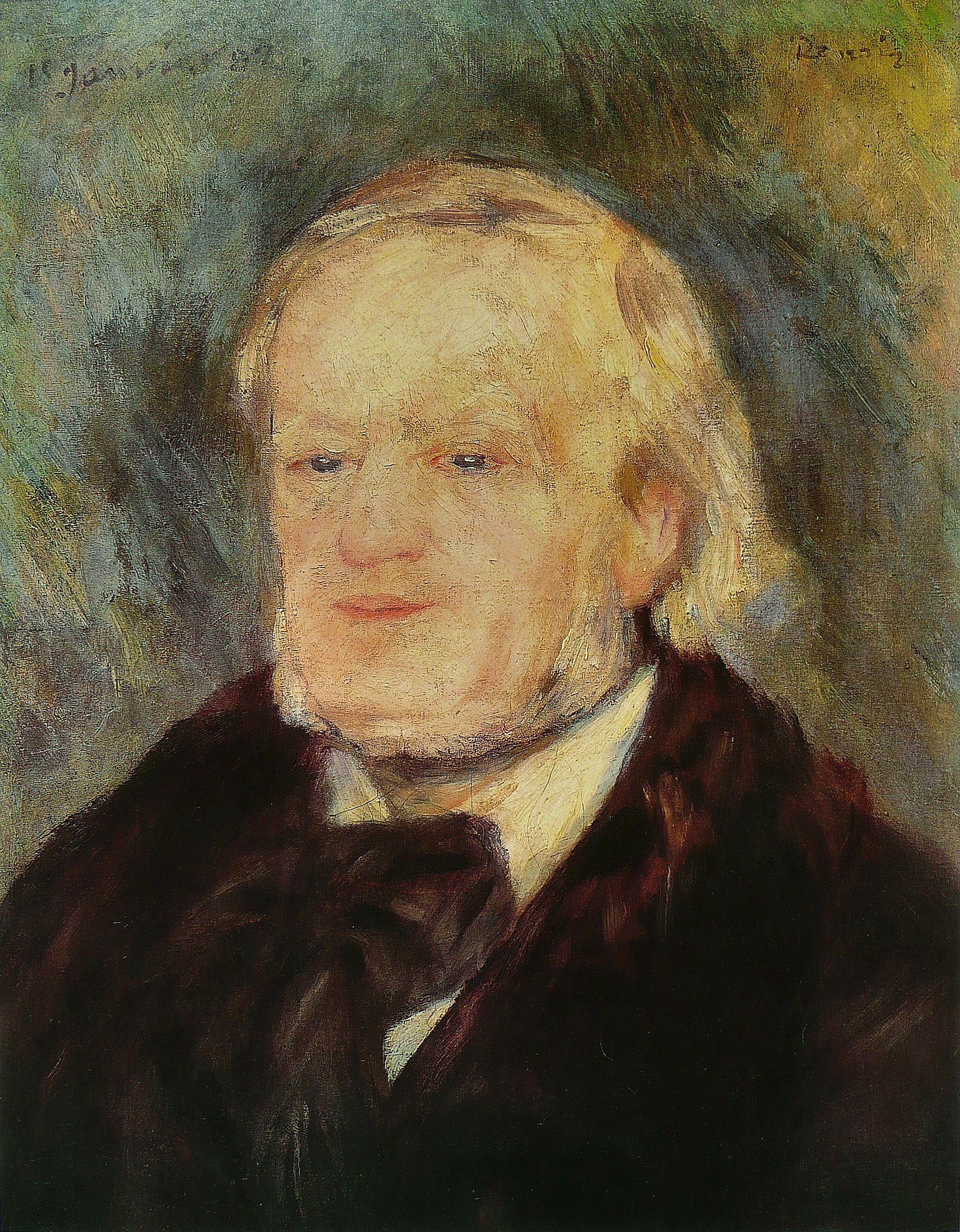
Wagner par Renoir, 1882.

Carl Maria von Weber, avec Der Freischütz (1821) crée le premier opéra romantique allemand ; le premier opéra important étant Fidelio (1805) de Beethoven, unique œuvre opératique de ce compositeur.
Richard Wagner, à partir du Der fliegende Holländer, introduit le leitmotiv et le procédé de « mélodie cyclique ». Il révolutionne l’opéra par la durée et la puissance instrumentale. Son œuvre majeure, la Tétralogie est l'un des sommets de l’opéra allemand. Il crée le « drame musical » dans lequel l’orchestre devient désormais protagoniste au même titre que les personnages. En 1876 est créé le festival de Bayreuth consacré à la représentation exclusive des œuvres de Wagner.
L’influence de Wagner se poursuit dans pratiquement tous les opéras, jusque dans Hänsel und Gretel d’Engelbert Humperdinck. La figure dominante en est par la suite Richard Strauss, qui utilise une orchestration et des techniques vocales similaires à celles de Wagner dans Salomé et Elektra tout en développant sa propre voie. Der Rosenkavalier est l'œuvre de Strauss ayant connu le succès le plus flamboyant à l'époque.

#### France

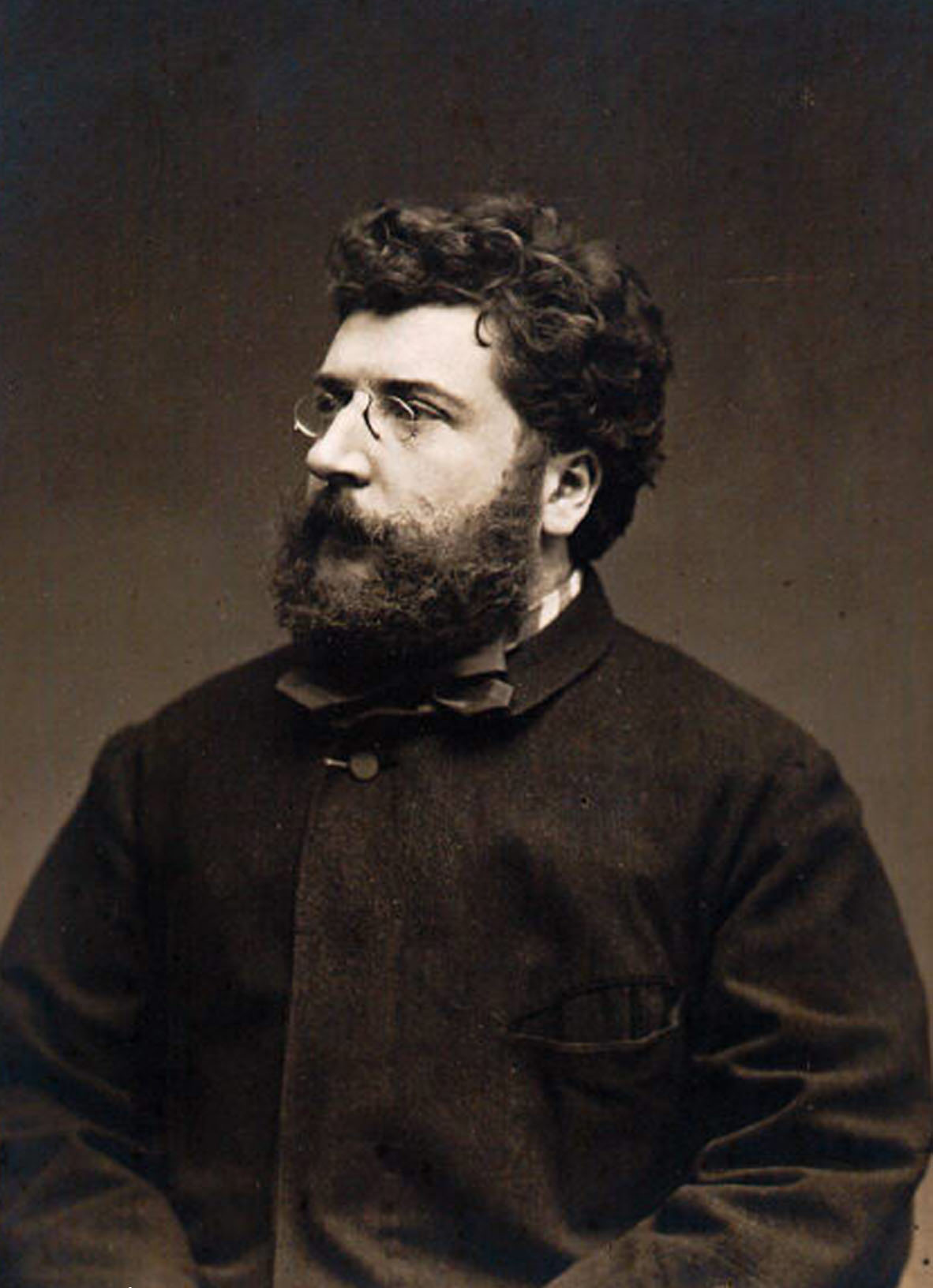
Bizet par Carjat, 1875.

Au cours du XIXe siècle, le romantisme gagne l'opéra et c’est Paris qui en est le foyer. La plupart des opéras romantiques sont composés par des compositeurs vivant en France, tels que Luigi Cherubini, Gaspare Spontini, François-Adrien Boieldieu ou Daniel-François-Esprit Auber. L’apogée du style des grands opéras est marqué par les œuvres de Giacomo Meyerbeer. Les Troyens d'Hector Berlioz est d'abord ignoré, Benvenuto Cellini est conspué lors de la première, tandis que Faust de Charles Gounod est l’un des opéras français les plus populaires du milieu du XIXe siècle.
Pendant la deuxième partie du XIXe siècle, Georges Bizet va révolutionner l’opéra avec Carmen : « couleur locale reposant sur l'utilisation de chansons et de danses espagnoles » d’après Nietzsche, c’est « un rayon de lumière méditerranéen dissipant le brouillard de l’idéal wagnérien ». L’intérêt pour les œuvres à « couleur locale » est confirmé avec Lakmé de Léo Delibes, et Samson et Dalila de Camille Saint-Saëns. Le compositeur français le plus productif d'opéras de la dernière partie du siècle est Jules Massenet (Manon, Werther, Thaïs...).
Jacques Offenbach (Les Contes d'Hoffmann), s’impose comme le maître de l’opéra-comique français du XIXe siècle, inventant un genre nouveau, l'opéra bouffe français, qui se confondra plus tard avec l'opérette.
Au début du XXe siècle, le romantisme en France est progressivement délaissé en faveur d'autres courants comme l'impressionnisme ou le symbolisme, portés notamment par Pelléas et Mélisande (1902) de Claude Debussy.

#### Italie

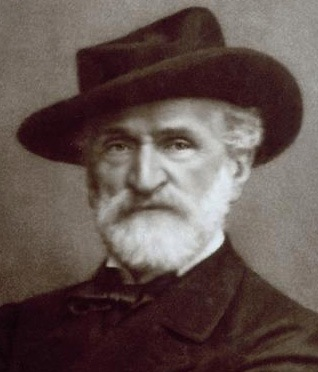
Verdi par Brogi.

Le romantisme italien commence avec Gioachino Rossini (Le Barbier de Séville, La Cenerentola) ; il crée le style « bel canto », style adopté par ses contemporains Vincenzo Bellini (La sonnambula, Norma, I puritani) et Gaetano Donizetti (L'elisir d'amore, Lucia di Lammermoor, Don Pasquale).
Cependant, le symbole de l’opéra italien, est Giuseppe Verdi : le chœur des esclaves de Nabucco sera un hymne à toute l’Italie. La trilogie que forment Rigoletto, Il trovatore et La traviata comptent parmi ses œuvres majeures mais il atteindra le sommet de son art avec Otello et Falstaff à la fin de sa carrière. Il a insufflé à ses œuvres une vigueur dramatique et une vitalité rythmique inégalées.
Dans la deuxième partie du XIXe siècle, Giacomo Puccini, successeur incontesté de Verdi, transcende le réalisme en vérisme. La Bohème, Tosca, Madame Butterfly, Turandot sont des opéras mélodiques, chargés d’émotion.

#### Autres pays
En Russie, une propre école nationale se développe avec Mikhaïl Glinka (Une vie pour le tsar, Rouslan et Ludmila). Autres grandes œuvres russes : Sadko de Nikolaï Rimski-Korsakov, Le Prince Igor d'Alexandre Borodine, Boris Godounov de Modeste Moussorgski, Eugène Onéguine, et La Dame de pique de Piotr Ilitch Tchaïkovski. En Tchéquie, l'esprit national est incarné par La Fiancée vendue de Bedřich Smetana, Rusalka d'Antonín Dvořák, Šárka de Zdeněk Fibich, et Jenůfa de Leoš Janáček.
en Grande-Bretagne, Michael William Balfe, qui compose The Bohemian Girl, l'opéra romantique britannique par excellence, était donc Irlandais[pas clair]. Il compose également pour la scène française.

## Romantisme tardif et fin du romantisme

### Fin du romantisme
La fin du romantisme va permettre à des compositeurs d’affirmer leur patriotisme, en mettant leur style musical au service de leur nation.[réf. nécessaire]

### Postérité
L'héritage du romantisme est aussi complexe que les origines du mouvement. Même si certains compositeurs comme Sergueï Rachmaninov continuent, sans s'en réclamer, à être post-romantiques, d'une certaine façon, des mouvements comme l’impressionnisme (Claude Debussy ou Maurice Ravel), l’expressionnisme (Seconde école de Vienne) et le vérisme (Giacomo Puccini) sont tous les héritiers des idées romantiques.

## Compositeurs notables

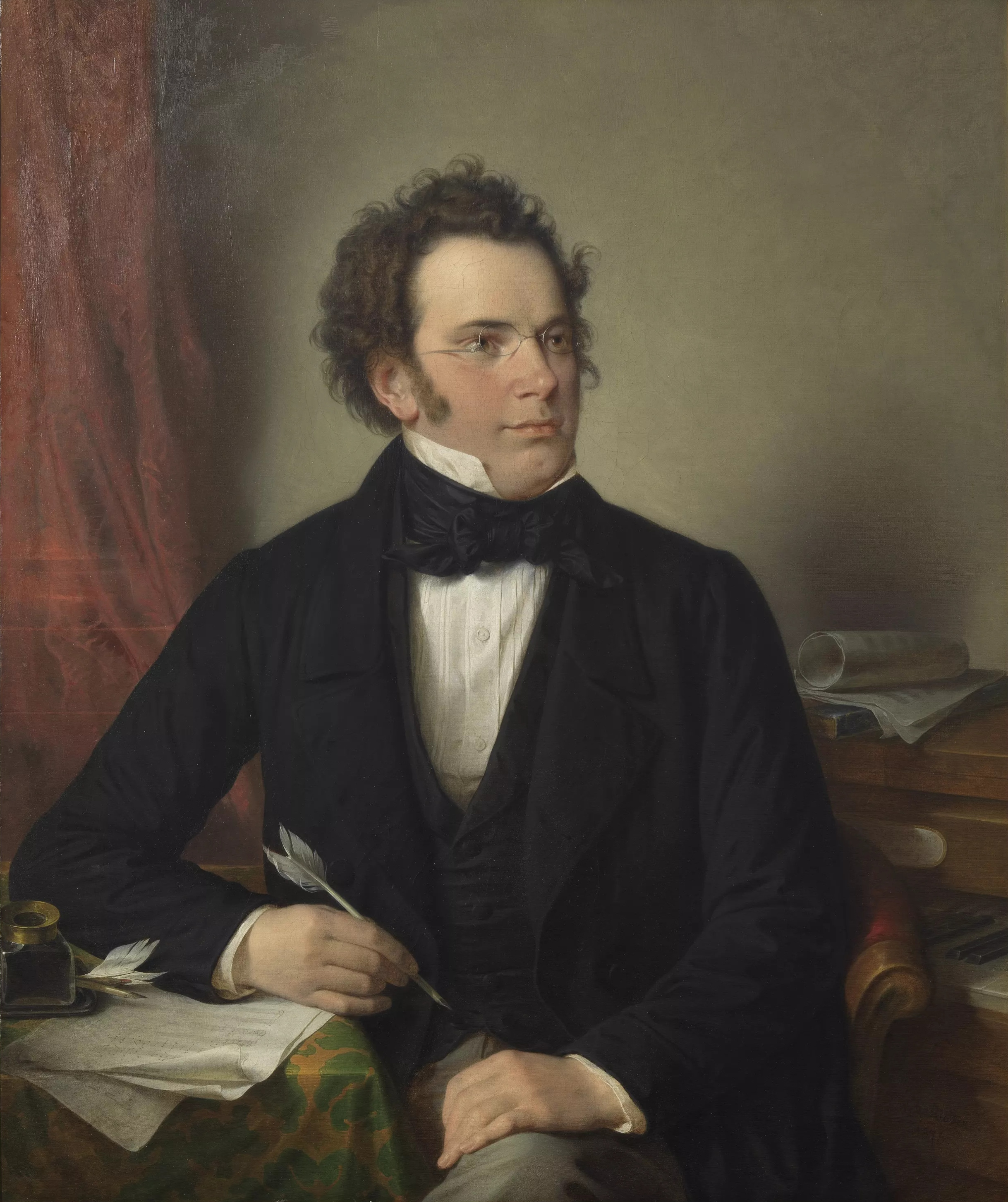
Schubert par Wilhelm August Rieder, 1825.

Mendelssohn par Eduard Magnus, 1846.

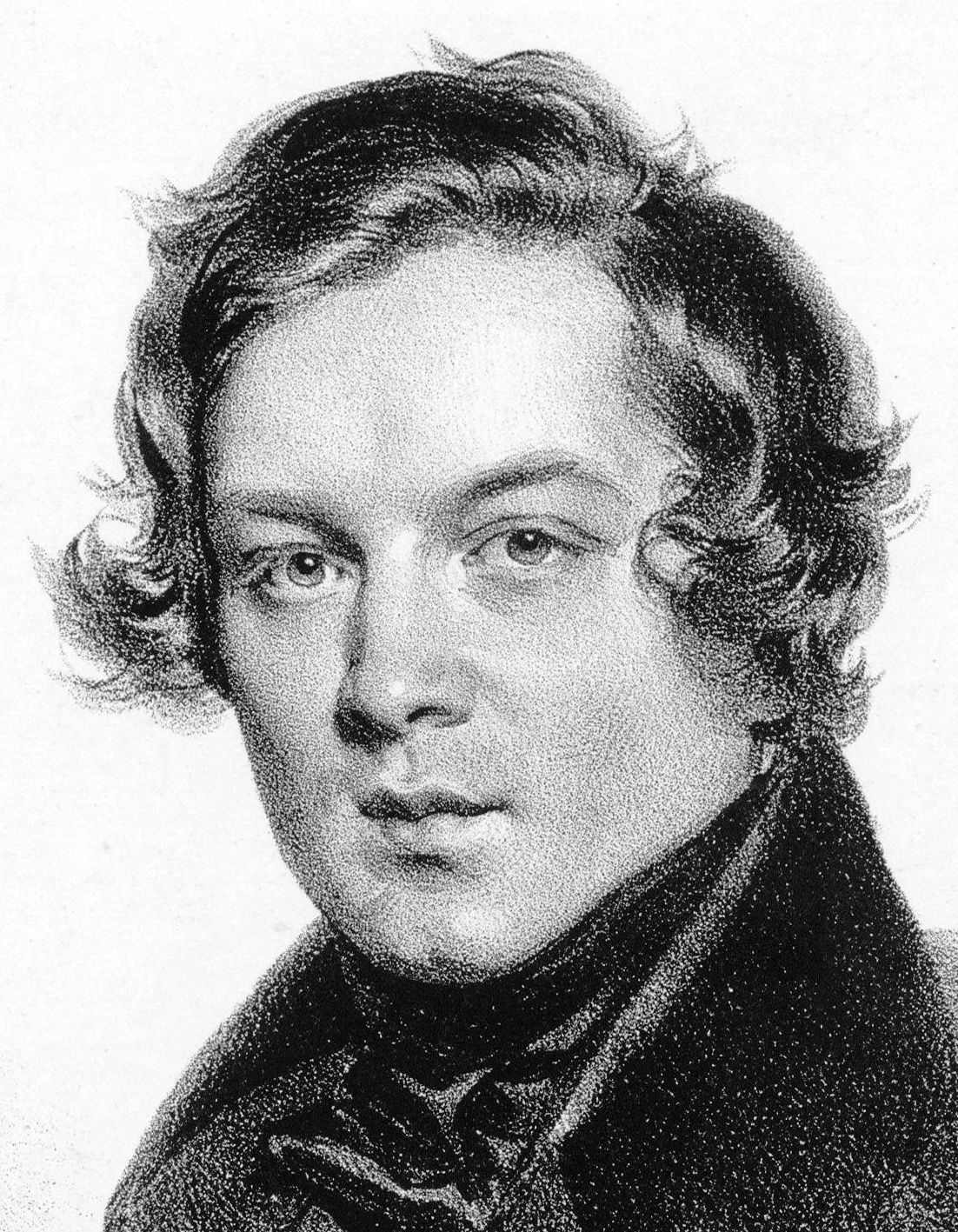
Schumann par Josef Kriehuber, 1839.

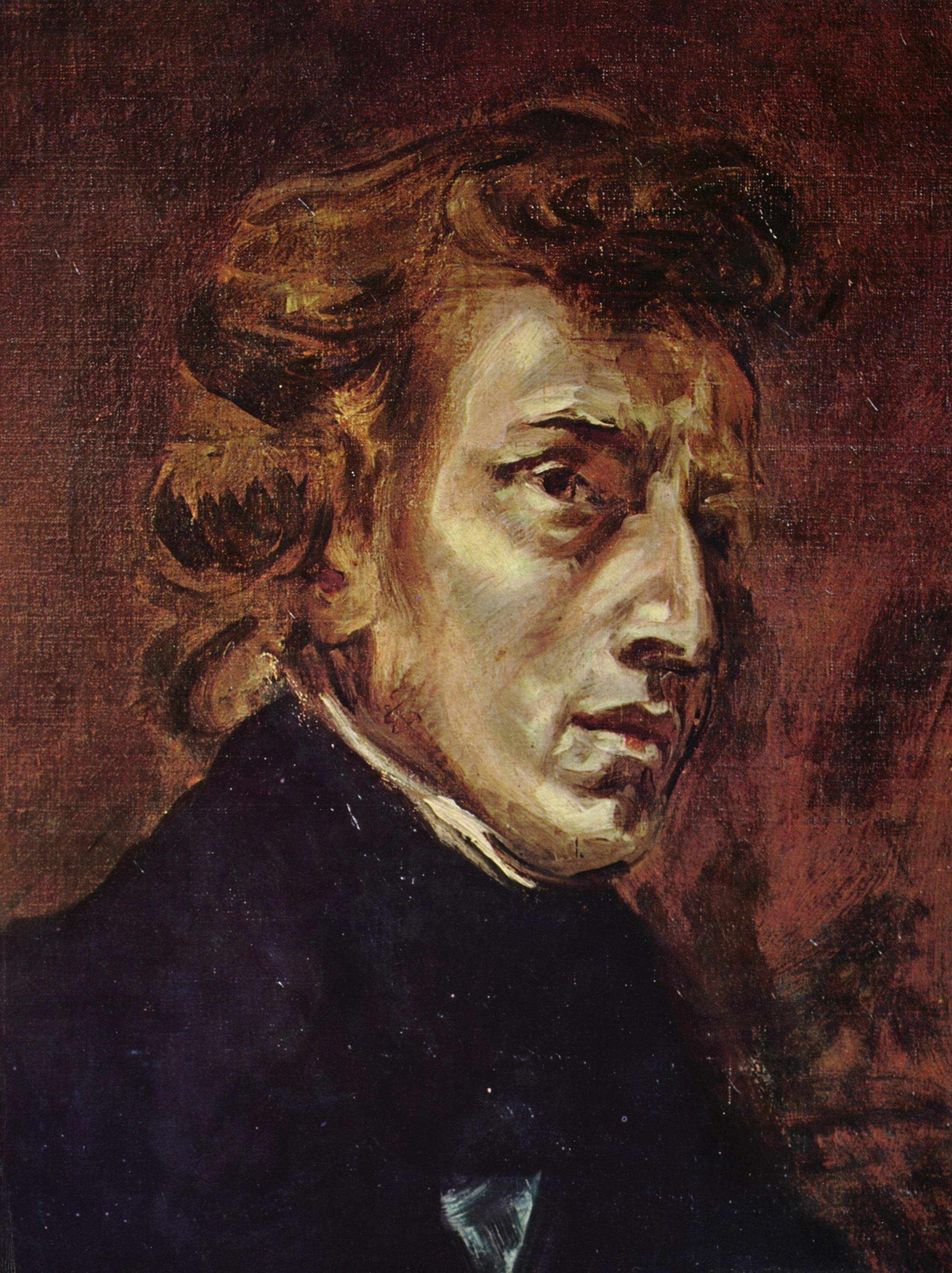
Chopin par Delacroix, 1838.

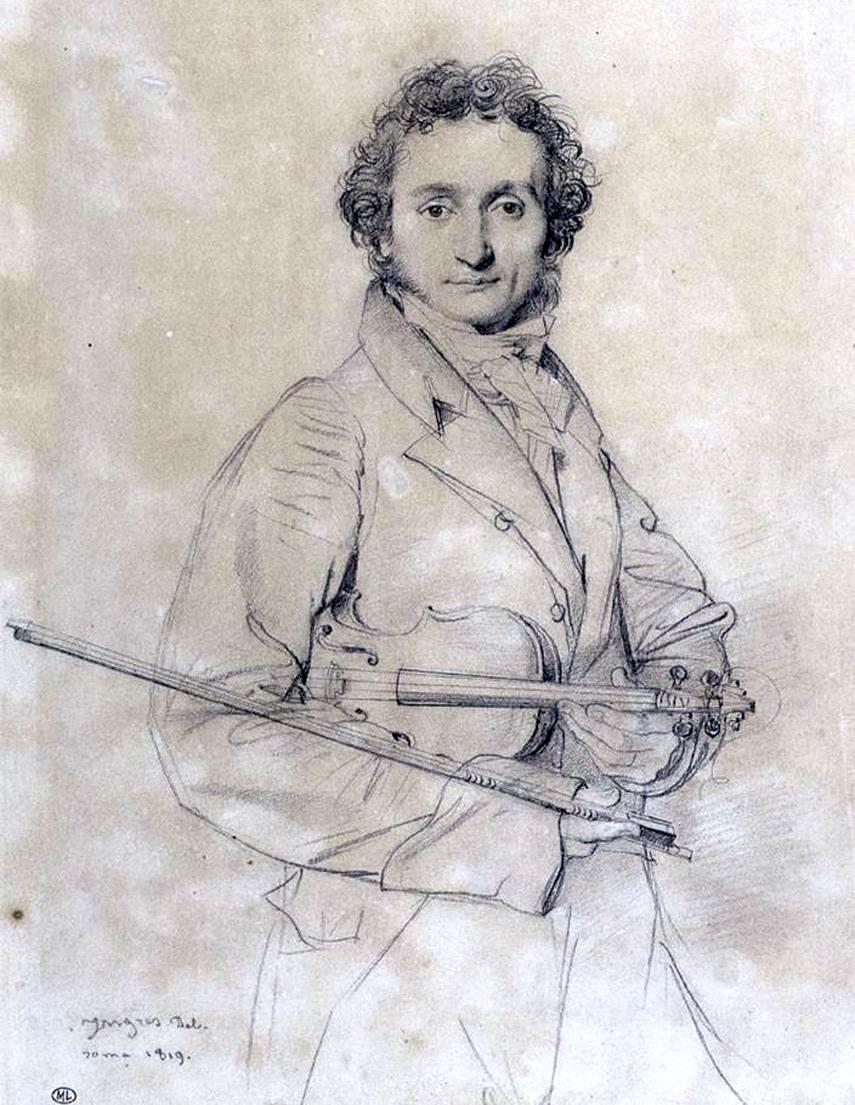
Paganini par Ingres, 1819.

### Romantisme rattaché à un genre musical

#### Musique symphonique
- Luigi Cherubini (1760-1842) (fin du classicisme, début du romantisme)
- Étienne Nicolas Méhul (1763-1817) (fin du classicisme, début du romantisme, forme cyclique)
- Ludwig van Beethoven (1770-1827) (fin du classicisme, début du romantisme)
- Franz Schubert (1797-1828) (fin du classicisme, début du romantisme)
- Hector Berlioz (1803-1869) (inventeur de l'orchestre romantique, symphonie à programme)
- Felix Mendelssohn (1809-1847) (romantisme, néo-classicisme)
- Robert Schumann (1810-1856)
- Franz Liszt (1811-1886) (symphonie à programme)
- Charles Gounod (1818-1893) (romantisme, néo-classicisme)
- César Franck (1822-1890) (forme cyclique)
- Anton Bruckner (1824-1896)
- Johannes Brahms (1833-1897) (romantisme, néo-classicisme)
- Georges Bizet (1838-1875) (romantisme, néo-classicisme)
- Camille Saint-Saëns (1835-1921) (romantisme, éclectisme, impressionnisme, forme cyclique)
- Max Bruch (1838-1920) (romantisme, néo-classicisme)
- Piotr Ilitch Tchaïkovski (1840-1893)
- Antonín Dvořák (1841-1904)
- Vincent d'Indy (1851-1931) (forme cyclique, symphonie à programme)
- Ernest Chausson (1855-1899)
- Giuseppe Martucci (1856-1909)
- Hans Rott (1858-1884)
- Gustav Mahler (1860-1911)
- Claude Debussy (1862-1918) (fin du romantisme, impressionnisme)
- Richard Strauss (1864-1949) (fin du romantisme, symphonie à programme)
- Guy Ropartz (1864-1955) (forme cyclique)
- Paul Dukas (1865-1935)
- Albéric Magnard (1865-1914) (forme cyclique)

#### Lied
- Franz Schubert (1797-1828)
- Robert Schumann (1810-1856)
- Johannes Brahms (1833-1897)
- Hugo Wolf (1860-1903)
- Gustav Mahler (1860-1911)
- Richard Strauss (1864-1949)

#### Compositeurs d'opéra
- Opéra italien
  - Gioachino Rossini (1792-1868)
  - Gaetano Donizetti (1797-1848)
  - Vincenzo Bellini (1801-1835)
  - Giuseppe Verdi (1813-1901)
  - Ruggero Leoncavallo (1857-1919)
  - Giacomo Puccini (1858-1924)
  - Pietro Mascagni (1863-1945)

- Opéra français
  - Étienne-Nicolas Méhul (1763-1817) (fin du classicisme, début du romantisme, forme cyclique)
  - François Adrien Boieldieu (1775-1834)
  - Daniel-François-Esprit Auber (1782-1871)
  - Jacques Fromental Halévy (1799-1862)
  - Adolphe Charles Adam (1803-1856)
  - Hector Berlioz (1803-1869)
  - Ambroise Thomas (1811-1896)
  - Charles Gounod (1818-1893)
  - Jacques Offenbach (1819-1880) (opéra-comique)
  - Camille Saint-Saëns (1835-1921)
  - Georges Bizet (1838-1875)
  - Jules Massenet (1842-1912)
  - Vincent d'Indy (1851-1931)

- Opéra allemand
  - Ludwig van Beethoven (1770-1827) (fin du classicisme, début du romantisme)
  - Carl Maria von Weber (1786-1826)
  - Richard Wagner (1813-1883)
  - Engelbert Humperdinck (1854-1921)
  - Richard Strauss (1864-1949) (fin du romantisme)

#### Compositeurs instrumentaux
- Nicolas Bochsa (1789-1856)
- Hélène de Montgeroult (1764-1836)
- Johann Nepomuk Hummel (1778-1837)
- Niccolò Paganini (1782-1840)
- Frédéric Chopin (1810-1849)
- Franz Liszt (1811-1886)
- Robert Schumann (1810-1856)
- César Franck (1822-1890)
- Sergueï Rachmaninov (1873-1943)
- Friedrich Kuhlau (1786-1832)
- Alexandre Scriabine (1872-1915)
- Gabriel Fauré (1845-1924)
- Henryk Wieniawski (1835-1880)
- Gabriel Pierné (1863-1937)

### Patriotisme romantique

#### Compositeurs russes
- - Piotr Ilitch Tchaïkovski (1840-1893),
  - Mikhaïl Glinka (1804-1857),
  - Alexandre Borodine (1833-1887),
  - Modeste Moussorgski (1839-1881),
  - Nikolaï Rimski-Korsakov (1844-1908) ,
  - Mili Balakirev (1837-1910),
  - César Cui (1835-1918).

#### Compositeurs français
- - Vincent d'Indy (1851-1931),
  - Emmanuel Chabrier (1841-1894),
  - Joseph Canteloube (1879-1957),
  - Léo Delibes (1836-1891),
  - Henri Duparc (1848-1933),
  - Albert Roussel (1869-1937),
  - Louis Vierne (1870-1937).

#### Compositeurs tchèques
- - Bedřich Smetana (1824-1884),
  - Antonín Dvořák (1841-1904),
  - Zdeněk Fibich (1850-1900),
  - Leoš Janáček (1854-1928),
  - Josef Suk (1874-1935).

#### Compositeurs espagnols
- - Isaac Albéniz (1860-1909),
  - Enrique Granados (1867-1916).

#### Autres compositeurs patriotiques
- - Frédéric Chopin (1810-1849) (polonais),
  - Franz Liszt (1811-1886) (hongrois),
  - Peter Benoit (1834-1901) (belge),
  - Edvard Grieg (1843-1907) (norvégien),
  - Edward Elgar (1857-1934) (britannique),
  - Frederick Delius (1862-1934) (britannique),
  - Horatio Parker (1863-1919) (américain),
  - Edward MacDowell (1860-1908) (américain),
  - Jean Sibelius (1865-1957) (finlandais).